# Henri de Saxe-Römhild
Henri (19 novembre 1650, Gotha – 13 mai 1710, Römhild) est le quatrième fils d'Ernest Ier de Saxe-Gotha et d'Élisabeth-Sophie de Saxe-Altenbourg.

## Famille

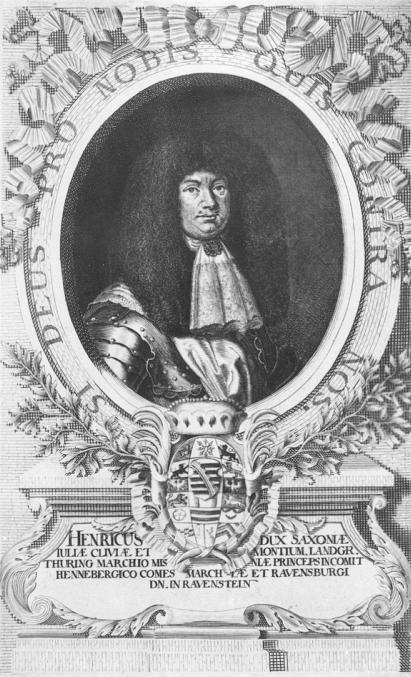
Henri de Saxe-Römhild (gravure de Peter Schenk the Elder)

Le 1er mars 1676, Henri épouse Marie-Élisabeth de Hesse-Darmstadt, fille de Louis VI de Hesse-Darmstadt. Ils n'ont pas d'enfant.
En 1680, les sept fils d'Ernest se partagent l'héritage familial ; Henri reçoit la région de Römhild, et devient le premier duc de Saxe-Römhild. Il meurt en 1710 sans laisser d'héritier, et ses frères se disputent ses possessions. Römhild revient finalement au benjamin d'entre eux, Jean-Ernest de Saxe-Saalfeld.